# Pedro de Mendoza
Pedro de Mendoza, španski osvajalec, * 1487 Granada, † 23. junij 1537.
Služil je v Italiji. Karel V. ga je premestil v Južno Ameriko zaradi tamkajšnega bogastva. Dobil je mesto poveljnika španske odprave. Leta 1534 je odplul z 2000 možmi in 13 ladjami. 1536 je ustanovil Buenos Aires. Raziskal je pokrajino in naletel na Indijance. Ti so bili sprva prijazni, a so zaradi nasilja Špancev postali nasilni tudi oni. Leta 1537 se je zaradi bolezni odločil vrniti v domovino. Umrl je na poti. Naseljenci, ki so ostali v Argentini so se morali leta 1541 zaradi indijanskih napadov, umakniti na sever.